# Псёл, Александра Ивановна
Александра Ивановна Псёл (1817, с. Псельское Полтавской губернии (ныне Великобагачанского района Полтавской области, Украина) — 15 октября (27 октября) 1887, Москва) — украинская поэтесса XIX века.
Старшая сестра художницы Глафиры Псёл.

## Биография
Александра Псёл родилась в многодетной семье мелкого помещика Полтавского уезда И. М. Псёла. Она была дальней полтавской родственницей Н. В. Гоголя. После смерти родителей с четырёхлетнего возраста воспитывалась в Яготине вместе с сестрой в семье одного из героев Отечественной войны 1812 года, генерал-лейтенанта российской армии, генерал-губернатора Малороссии князя Николая Григорьевича и его жены Варвары Алексеевны Репниных-Волконских.
В 1843 году в Яготине познакомилась с украинским поэтом Т. Г. Шевченко, переписывалась с ним во время его ссылки. Т. Шевченко ценил отдельные её произведения («Святая вода»).

## Творчество
Одна из первых украинских поэтесс. Стихи А. Псёл, которые сохранились и были опубликованы, относятся к 1843—1847 гг. На них лежит отблеск таланта Шевченко. Они появились, как следствие глубоких и искренних чувств, проявленных поэтессой к Тарасу Григорьевичу во время его пребывания в Яготине. Стихи «К сестре», «Святая вода», «Три слезы девичьи» отмечены сердечностью и мелодичностью, а по форме очень близки к народному песенному творчеству.
Из небольшого лирического наследия поэтессы, несколько стихов были опубликованы в альманахе «Хата» (1860) под названием «Три слезы девичьи» («Заплакала Украина», «Ой, коли б я голос соловейка мала», «Віє вітер над Києвом»).
В поэзии А. Псёл отчётливо прослеживаются патриотические мотивы (отклики на разгром организации «Кирилло-Мефодиевское братство», к которому принадлежал и Т. Г. Шевченко). Одно из стихотворений («Не питай ти моїх пісень») ошибочно считалось принадлежавшем Т. Г. Шевченко и было напечатано в нескольких изданиях его «Кобзаря».
Нам з тобою, моя сестро, 

Не ходити в парі. 

Твоє сонце світить ясно, 

Моє давно в хмарі...